# Cryptothele permiscens
Cryptothele permiscens är en lavart som först beskrevs av William Nylander och som fick sitt nu gällande namn av Per Johan Hellbom 1870. 
Cryptothele permiscens ingår i släktet Cryptothele och familjen Lichinaceae. Arten är reproducerande i Sverige.